# Wild Bay
Wild Bay är en vik i Kanada.   Den ligger i provinsen Newfoundland och Labrador, i den östra delen av landet, 1 700 km öster om huvudstaden Ottawa.
I omgivningarna runt Wild Bay växer i huvudsak barrskog. Runt Wild Bay är det mycket glesbefolkat, med 2 invånare per kvadratkilometer.